# Hanoi-Hanoi
 (décembre 2015).
 (décembre 2017).
Si vous disposez d'ouvrages ou d'articles de référence ou si vous connaissez des sites web de qualité traitant du thème abordé ici, merci de compléter l'article en donnant les références utiles à sa vérifiabilité et en les liant à la section « Notes et références ».
Pour les articles homonymes, voir Hanoï (homonymie).
Hanói-Hanói (également orthographié Hanoi-Hanoi) est un groupe de rock n' roll brésilien apparu au milieu des années 1980.

## Histoire
Fondé par Arnaldo_Brandão (pt) (ex-A Bolha (pt), Brylho (pt) et A Outra Banda da Terra - qui accompagnait Caetano Veloso) à partir d'une collaboration avec le poète Tavinho Paes, le guitariste de Minas Gerais Affonso Heliodoro dos Santos Jr., surnommé Affonsinho, et le batteur Pena. "Hanói-Hanói" a enregistré son premier LP em 1986, dans lequel est inclus le plus grand succès du groupe, Totalmente Demais (pt) (réenregistré plus tard par Caetano Veloso) e "Blablabla Eu Te Amo" (plus connu à travers l'interprétation de Lobão).
En 1988, sur son second disque, le groupe lance une autre musique qui sera célèbre à travers un autre interprète : "O Tempo Não Pára", collaboration de Brandão et de Cazuza, qui rendra célèbre sa propre version. Le troisième disque, "O Ser e o Nada" (EMI), est de 1990 et autant le titre que le concept du disque sont empruntés au pape de l’existentialisme, Jean-Paul Sartre. Le groupe connut son grand moment en public durant le Rock In Rio II en 1991, quand ils remplacèrent le groupe Barão Vermelho. L'année suivante, fut lancé Coração Geiger.
Le groupe lancera également le CD Credus em 1995, contenant des enregistrements faits au cours d'une tournée en 1993.
Tavinho Paes et Arnaldo Brandão continuèrent leur collaboration commencée en 80, avec plus de 50 chansons éditées et enregistrées après la dissolution du groupe.

## Discographie
- Hanói-Hanói, (1986), RCA Victor, LP
  - 01 – Partido verde alemão
  - 02 – Blá, blá, blá… eu te amo
  - 03 – Bonsucesso '68
  - 04 – Prazer e ciúme
  - 05 – Caprichos da loucura
  - 06 – Totalmente demais
  - 07 – Nem Sansão nem Dalila
  - 08 – Spartana
  - 09 – Baton
  - 10 – Testemunha

- Fanzine, (1988), SBK/CBS, LP
  - 01 – Felicidade zen
  - 02 – Fanzine
  - 03 – Se a gente não fosse…
  - 04 – Plic plic
  - 05 – Ano do dragão
  - 06 – Fausto Brasil
  - 07 – Cheira confusão
  - 08 – Duas vidas
  - 09 – O tempo não pára
  - 10 – O sofisma

- O Ser e o Nada, (1990), EMI-Odeon, LP
  - 01 – Utopia
  - 02 – Disco risco
  - 03 – O ser e o nada
  - 04 – Só
  - 05 – O saber
  - 06 – Jovem
  - 07 – Dom selvagem
  - 08 – Darling, delícia de pessoa
  - 09 – Insônia
  - 10 – Vi shows (Vicious circle)

- Coração Geiger, (1992), EMI-Odeon, CD
  - 01 – Loucos
  - 02 – Algumas mulheres
  - 03 – Pensamento
  - 04 – Hélio
  - 05 – Coração geiger
  - 06 – Inverno europeu
  - 07 – Toda canção de amor
  - 08 – Tá tudo errado
  - 09 – Qual é o truque
  - 10 – Você se enganou
  - 11 – Cromática
  - 12 – God's
  - 13 – Fanzine
  - 14 – O tempo não pára
  - 15 – Fausto Brasil
  - 16 – Ano do dragão

- Credus, (1995), Spotlight Records, CD